# Ян Благослав
Ян Бла́гослав (чеськ. Jan Blahoslav; 20 лютого 1523, Пршеров — 24 листопада 1571, Моравський Крумлов) — чеський поет, філолог, історик, перекладач і музикант. Багато зробив для організації чеських шкіл, написав і опублікував ряд праць з питань історії і богослов'я. Перекладач Біблії на чеську мову; єпископ громади чеських братів.
Автор «Чеської граматики» («Gramatika česká»), написаної 1571 року, виданої 1857 року. У цій книзі, зокрема, була вміщена перша публікація літературного запису української пісні. Це пісня про Стефана Воєводу — «Дунаю, Дунаю, чому смутен течеш» (Gramatika česká. Liber VII. — c. 341).
У своїй «Граматиці» Благослав подав спробу класифікації слов'янських мов та діалектів. На перше місце він ставить чеську мову, на друге — «словенський діалект», далі — польську мову, руську (українську), мазовецьку, московську (російську) і мову частини татар. Класифікація науково не витримана, але треба мати на увазі, що її складено в середині XVI ст., коли діалектологічних та етнографічних карт не було, а процес становлення національностей щойно починався.

## Праці
- O původu Jednoty bratrské a řádu v ní, 1547
- Граматика чеська (Gramatika česká), 1551-71
- Musica, to jest Knížka zpěvákům náležité zprávy v sobě zavírající, 1558
- Kancionál šamotulský, 1561
- Filipika proti misomusům, 1567